# Cisticola restrictus
Cisticola restrictus là một loài chim trong họ Cisticolidae.
Loài này được tìm thấy ở Kenya và được cho là cũng có thể được tìm thấy ở Somalia.
Môi trường sống tự nhiên của loài chim này là vùng cây bụi ẩm nhiệt đới hoặc cận nhiệt đới.